# Cooperativa Agrícola de Cotia
Cooperativa Agrícola de Cotia (CAC) foi uma das maiores Cooperativas da Agricultura no Estado de São Paulo. A cooperativa foi fundada em 1927 por imigrantes japoneses no Brasil.

## História
As cooperativas começaram a surgir nos diferentes agrupamentos de japoneses a partir do final da década de 20 e da década de 30, quando o Consulado Geral do Japão em São Paulo passou a estimular a sua criação nos moldes japoneses e a oferecer subsídios para a criação de novas cooperativas.
Saku Miura (proprietário do Diário Nippak), que defendia ardorosamente a criação das cooperativas, publicou em seu jornal, no mês de setembro de 1926, um artigo intitulado “Em louvor da batata” como parte de um projeto para a construção de uma cooperativa na vila Cotia, na periferia de São Paulo. Os produtores de batata, por não terem um armazém, não podiam transportar o seu produto livremente, sendo vítimas constantes dos comerciantes. Vendo a necessidade de se construir um armazém em regime comunitário, Miura passou a fomentar o movimento pela criação de uma cooperativa agrícola. O movimento em si passou a ser controlado por Kenkichi Shimomoto, um jovem de 28 anos que retornara temporariamente ao Japão com o dinheiro obtido através da venda de batatas e observara, na província de Kōchi (sua terra natal), a organização das cooperativas. Em 11 de dezembro de 1927, foi criada na vila Cotia, Sociedade Cooperativa de Responsabilidade Limitada dos Produtores de Batata em Cotia S/A. Dois anos mais tarde, seria criado o embrião da Sul Brasil, a Cooperativa Agrícola do Juqueri.
Além do plantio de batata, a cooperativa passou também a incentivar o cultivo de hortaliças, mudando seu nome para Cooperativa Agrícola de Cotia (CAC). A área de atuação da cooperativa, antes restrito a uma área bastante limitada, começou a se expandir pelos distritos vizinhos. Em seguida foram abertos novos escritórios em outras localidades, tendo início o recrutamento de cooperados. Assim, a cooperativa, que no ano de sua fundação contava somente 83 membros, passou a contar 1.303 cooperados em 1937 (dez anos depois), tornando-se a maior cooperativa agrícola do Brasil.
Em outubro de 1934, os intermediários da cidade de São Paulo lançaram um boicote aos produtores da cooperativa, dando origem ao maior desafio enfrentado pelo grupo desde a sua fundação. A cooperativa, que contava com o apoio de outros produtores não-filiados e do governo do estado, interrompeu o fornecimento de produtos aos mercados de São Paulo, com o que obteve finalmente a vitória.
A partir de 1938, a cooperativa passou a abranger todo o estado. Como os produtores do interior estivessem interessados em atingir os mercados da capital, principal pólo consumidor do estado, a cooperativa continuou a crescer. A essa altura, a cooperativa já havia introduzido do Japão técnicas para a criação de aves e dedicava-se à sua difusão.
Enquanto isso, desde a sua fundação, em 1929, até 1939, quando Gen'ichirō Nakazawa foi eleito diretor-executivo, a Cooperativa Agrícola do Juqueri havia estado numa condição de turbulência interna. No mesmo período, o número de cooperados havia crescido de 49 para apenas 93.

## Falência
Com o fim das relações diplomáticas entre Brasil e Japão após a eclosão da Guerra do Pacífico, a Cooperativa Agrícola de Cotia passou a se dedicar à produção de alimentos e, como fosse financiada inteiramente com capital nacional, conseguiu escapar às medidas para o congelamento de bens. Embora agora estivesse sob o controle do governo, as atividades da cooperativa prosseguiram. Também tornou-se obrigatório que todos os cargos diretivos fossem ocupados por brasileiros natos. Enquanto as demais cooperativas nikkeis não conseguiam encontrar um brasileiro adequado para o cargo, a Cooperativa Agrícola de Cotia elegeu seu consultor jurídico, Ferraz, para o cargo de chefe da diretoria. Acompanhando o crescimento populacional da cidade de São Paulo durante os anos de guerra, a cooperativa também cresceu — os cooperados, que no início da guerra já somavam 2 mil, passaram a ser 3 mil no fim da guerra. A Cooperativa Agrícola de Cotia´ continuou crescendo no pós-guerra, ultrapassando a marca de 5 mil cooperados em 1952 e expandindo suas atividades para os estados vizinhos. A Cooperativa Agrícola do Juqueri passou a ser presidida por Angelo Zanini a partir de 1946, tendo Gen’ichirō Nakazawa como diretor-superintendente e, seguindo os passos da Cooperativa Agrícola de Cotia, começou também a crescer rapidamente. A partir de 1951, a Cooperativa Agrícola do Juqueri avançou em direção ao interior graças à avicultura e à produção de ovos e, em 1954, passou a se chamar Cooperativa Central Agrícola Sul-Brasil.
Em 1966, a Sul-Brasil já estava presente em Paranavaí, no estado do Paraná. Além do plantio de batata e hortaliças e da criação de aves, ambas as cooperativas ajudaram a difundir o cultivo de flores e frutas no pós-guerra.
Em 1973, a Cooperativa Agrícola de Cotia já enviava cooperados ao cerrado nos estados de Minas Gerais, Goiás e Mato Grosso, estados onde predomina o clima da savana tropical. Na segunda metade dos anos 80, Cotia já tinha 14.470 cooperados (1986); em 1988, a Sul-Brasil contava, distribuídos em 40 sub-unidades, 10.704 cooperados. Entretanto, ambas as cooperativas contraíram um grande volume de dívidas no final dos anos oitenta, em decorrência da crise na agricultura e do cenário econômico negativo. A Cooperativa Agrícola Sul-Brasil encerrou suas atividades em 30 de março de 1994, seguida pela Cooperativa Agrícola de Cotia em 30 de setembro do mesmo ano, provocando um grande choque na comunidade nipo-brasileira.